# 受胎調節実地指導員
受胎調節実地指導員（じゅたいちょうせつじっちしどういん）、リプロヘルス・サポーターは、母体保護法15条の規定に基いて都道府県知事の指定を受け、女性に対して受胎調節の実地指導を行う者。

## 概要
内閣総理大臣が指定する避妊用の器具を使用する受胎調節に関して、実地指導を行う。医師の他には、受胎調節実地指導員の指定を受けた者でなければ業として実施できない。
保健師、助産師、または看護師が講習を受けた上で都道府県知事に申請することで、受胎調節実地指導員の指定を受けることができる。
内閣総理大臣が指定する避妊用の器具は、次の6種類である。
- ペッサリー類
- 避妊用海綿その他の避妊用スポンジ類
- 避妊薬注入用器具類
- 家庭用膣内洗浄器具類
- 子宮内避妊器具類
- 女性用コンドーム類

## 講習
講習の実施地の都道府県知事が厚生労働大臣の定める基準に従って講習を認定する。
助産師学校や助産師養成所では認定を受けているところも多く、それらの課程では在学中に認定講習を修了できるほか、日本助産師会や日本家族計画協会などでも認定講習を実施している。

### 受講資格
施行規則17条に定められている。
- 助産師
- 保健師
- 看護師
- 助産師学校・助産師養成所の在学者 - 平成27年省令改正で受講資格に加わった[5]。

### 定員
各学級につき10人以上30人以下。

### 科目
下記の計40時間の講習を行う。
- 総論（9時間）
  - 受胎調節の意義と目的
  - 母体保護と受胎調節
  - 関連概念の整理
  - 母体保護法及び薬機法の解説
  - 人工妊娠中絶の現状と母体に及ぼす影響
- 受胎調節の基礎（5時間）
- 受胎調節の指導（13時間）
- 実習（10時間）
  - 実習は模型又は人体で行うものとし、実習に必要な模型は3人に1個、モデルは3人に1人を基準とする。
- 討論（2時間）
- 考査（1時間）

### 修了
各科目の課程を修了し、成績審査に合格すると、講習の実施者より修了証書が交付される。

## 手続
受胎調節実地指導員の指定等に関する手続は都道府県知事に対して行うことになっている。市区町村で保健所を設置している場合は、法定受託事務として都道府県知事に代わって市区町村長が受付・交付の事務を行う。いずれにしても、住所地を所轄する保健所が窓口となる。

### 指定
認定講習を修了した保健師、助産師、または看護師は、申請により受胎調節実地指導員の指定を受けることができる。
受胎調節実地指導員の指定を受けた者には、指定証が交付される。
講習はどの都道府県で実施されるものを修了しても構わないが、指定の申請は住所地の都道府県に行わなければならない。
指定を受けた者は、都道府県知事に申請し、標識の交付を受けることができる。

### 変更
本籍または氏名が変更となったときは、30日以内に都道府県知事に対し指定証の訂正を申請する。
また、住所を変更したときは、10日以内に新住所地の都道府県知事に届け出る。

### 取消
被指定者は自ら指定の取消を申請できるほか、被指定者が死亡しまたは失踪宣告を受けたときは、届出義務者は30日以内に都道府県知事に届け出なければならない。これらの際には、指定証と、標識の交付を受けている場合は標識とをあわせて返納しなければならない。